# Lista de episódios de The Exorcist
The Exorcist é uma série de televisão estadunidense, do gênero terror sobrenatural, criada por Jeremy Slater, e estrelada por Alfonso Herrera, Ben Daniels, Geena Davis e John Cho. Foi exibida na Fox de 23 de setembro de 2016 a 15 de dezembro de 2017. A série, vagamente baseada no livro homônimo de William Peter Blatty e uma sequência do filme homônimo de 1973, foi encomendada em 10 de maio de 2016. Em 12 de maio de 2017, a Fox renovou a série para sua segunda temporada, subtitulada "The Next Chapter", que estreou em 29 de setembro de 2017. Em 11 de maio de 2018, a Fox cancelou a série após duas temporadas.
Em 15 de dezembro de 2017, 20 episódios de "The Exorcist" foram ao ar, concluindo a segunda temporada e finalizando a série.

## Resumo
| Temporada | Temporada | Episódios | Data de estreia        | Data de encerramento   |
| Temporada | Temporada | Episódios | Estreia de temporada   | Final de temporada     |
| --------- | --------- | --------- | ---------------------- | ---------------------- |
|           | 1         | 10        | 23 de setembro de 2016 | 16 de dezembro de 2016 |
|           | 2         | 10        | 29 de setembro de 2017 | 15 de dezembro de 2017 |

## Episódios

### 1ª temporada (2016)
| No. geral | No. na série | Título                                                                                           | Dirigido por   | Escrito por                      | Exibição               | Audiência (milhões) |
| --------- | ------------ | ------------------------------------------------------------------------------------------------ | -------------- | -------------------------------- | ---------------------- | ------------------- |
| 1         | 1            | "Chapter One: And Let My Cry Come Unto Thee" "Capítulo Um: Chegue a Ti o Meu Clamor" (BR)        | Rupert Wyatt   | Jeremy Slater                    | 23 de setembro de 2016 | 2.85                |
| 2         | 2            | "Chapter Two: Lupus in Fabula" "Capítulo Dois: Lupus In Fabula" (BR)                             | Michael Nankin | Heather Bellson                  | 30 de setembro de 2016 | 1.98                |
| 3         | 3            | "Chapter Three: Let 'Em In" "Capítulo Três: Deixe-os Entrar" (BR)                                | Michael Nankin | Dre Ryan                         | 7 de outubro de 2016   | 1.95                |
| 4         | 4            | "Chapter Four: The Moveable Feast" "Capítulo Quatro: Banquete Intinerante" (BR)                  | Craig Zisk     | Adam Stein                       | 14 de outubro de 2016  | 1.97                |
| 5         | 5            | "Chapter Five: Through My Most Grievous Fault" "Capítulo Cinco: Por Minha Tão Grande Culpa" (BR) | Jason Ensler   | David Grimm                      | 21 de outubro de 2016  | 1.87                |
| 6         | 6            | "Chapter Six: Star of the Morning" "Capítulo Seis: Estrela da Manhã" (BR)                        | Jennifer Phang | Laura Marks                      | 4 de novembro de 2016  | 1.83                |
| 7         | 7            | "Chapter Seven: Father of Lies" "Capítulo Sete: Pai da Mentira" (BR)                             | Tinge Krishnan | Charise Castro Smith             | 11 de novembro de 2016 | 1.61                |
| 8         | 8            | "Chapter Eight: The Griefbearers" "Capítulo Oito: Os Sofredores" (BR)                            | Louis Milito   | Marcus Gardley                   | 18 de novembro de 2016 | 1.67                |
| 9         | 9            | "Chapter Nine: 162" "Capítulo Nove: 162" (BR)                                                    | Bill Johnson   | Franklin Jin Rho & Jeremy Slater | 9 de dezembro de 2016  | 1.66                |
| 10        | 10           | "Chapter Ten: Three Rooms" "Capítulo Dez: Três Quartos" (BR)                                     | Jason Ensler   | Jeremy Slater                    | 16 de dezembro de 2016 | 1.75                |

### 2ª temporada (2017)
| No. geral | No. na série | Título                                 | Dirigido por              | Escrito por                   | Exibição               | Audiência (milhões) |
| --------- | ------------ | -------------------------------------- | ------------------------- | ----------------------------- | ---------------------- | ------------------- |
| 11        | 1            | "Janus"                                | Jason Ensler              | Heather Bellson               | 29 de setembro de 2017 | 1.58                |
| 12        | 2            | "Safe as Houses"                       | Deran Sarafian            | Adam Stein                    | 6 de outubro de 2017   | 1.36                |
| 13        | 3            | "Unclean"                              | Ti West                   | Manny Coto                    | 13 de outubro de 2017  | 1.35                |
| 14        | 4            | "One for Sorrow"                       | So Yong Kim               | Rebecca Kirsch                | 20 de outubro de 2017  | 1.23                |
| 15        | 5            | "There But For the Grace of God, Go I" | Alex Garcia Lopez         | Alyssa Clark                  | 3 de novembro de 2017  | 1.45                |
| 16        | 6            | "Darling Nikki"                        | Jason Ensler              | Franklin Jin Rho & Adam Stein | 10 de novembro de 2017 | 1.27                |
| 17        | 7            | "Help Me"                              | Steven A. Adelson         | David Grimm                   | 17 de novembro de 2017 | 1.33                |
| 18        | 8            | "A Heaven of Hell"                     | Meera Menon               | Heather Bellson & M. Willis   | 1 de dezembro de 2017  | 1.18                |
| 19        | 9            | "Ritual & Repetition"                  | Elizabeth Allen Rosenbaum | Sean Crouch                   | 8 de dezembro de 2017  | 1.15                |
| 20        | 10           | "Unworthy"                             | Jason Ensler              | Jeremy Slater                 | 15 de dezembro de 2017 | 1.28                |